# Lucas Suringar

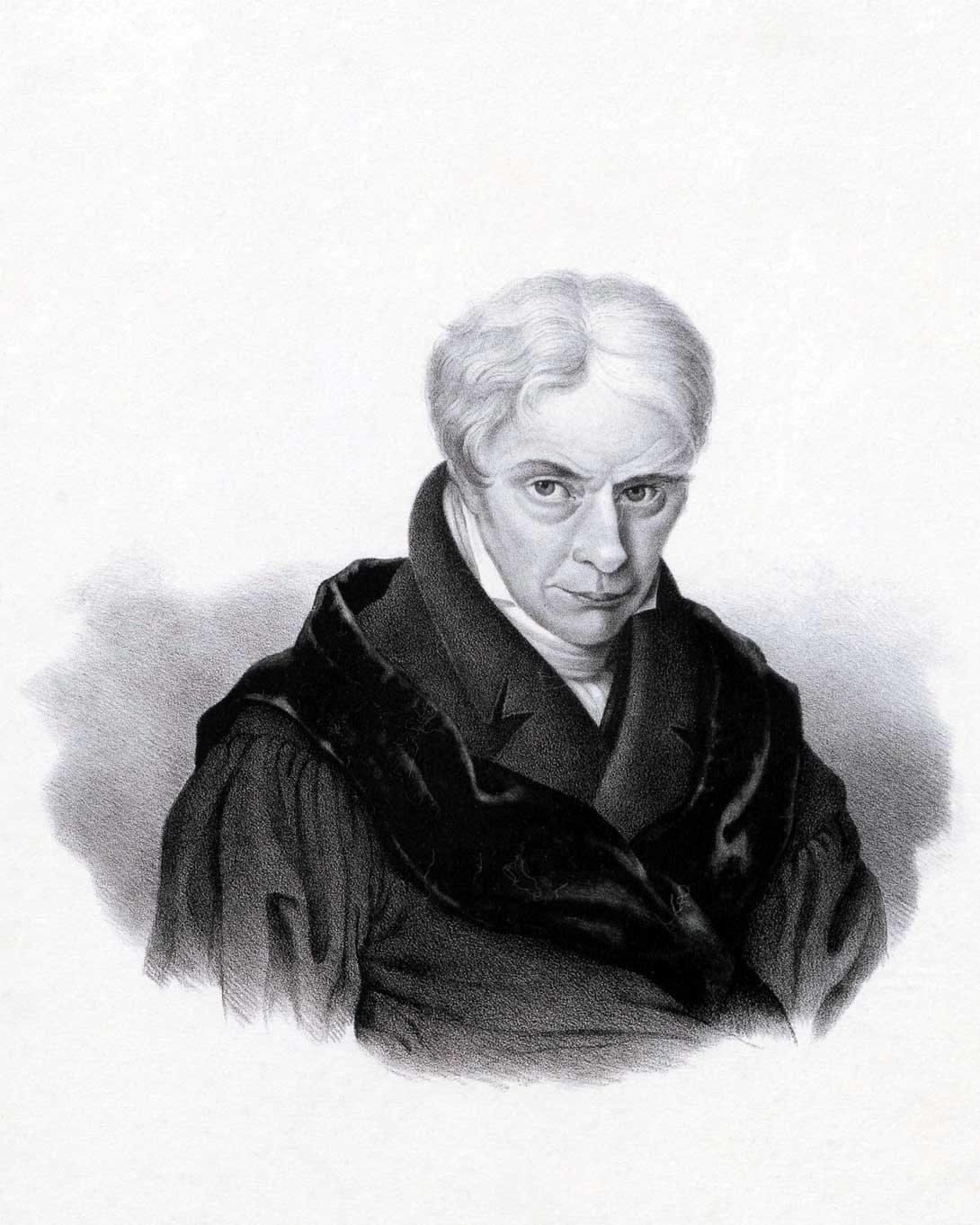
Lucas Suringar

Lucas Suringar (* 22. Dezember 1770 in Leeuwarden; † 23. August 1833 in Amsterdam) war ein niederländischer reformierter Theologe.

## Leben
Lucas stammte aus einer Familie aus Friesland, welche um 1700 Advokaten, Pfarrer und Bürgermeister stellte. Sein Vater war der Leeuwardener Bürgermeister Tjaerd Nicolaus Suringar (* 13. April 1741 in Stiens; † 18. Juni 1820 in Leiden) und seine Mutter war Baudina Petronella Couperus (* 16. Februar 1738 in Leeuwarden; † 15. Mai 1805 in Lingen). In Leeuwarden besuchte er die Lateinschule und verließ diese mit der Rede De origine et incremenlis graecae et latinae linguae et quantum illae aliis in linguis prosint. 1785 bezog er die Universität Franeker, wo er vor allem von Everwinus Wassenbergh (1772–1826) und Johannes van Voorst beim Studium der Theologie gefördert wurde. Am 2. Juni 1790 verteidigte er unter Voorst die Abhandlung Specimen observationum ad loca quaedam Malthaei und am 2. Mai 1792 die Arbeit Dissertatio philologico-exegetica de diversis vocum … ῾ΑΤΙΟΣ et affinium signif catibus in sacra scriptura. Am 26. August 1792 wurde er Pfarrer in Oppenhuizen.
Vier Jahre später erhielt er 1796 einen Ruf als Professor der Theologie und Kirchengeschichte an das akademische Gymnasium in Lingen. Sein ihm übertragenes Amt trat er am 27. Januar 1797 mit der Rede De vera pietate praecipuo theologi officio an und er wurde am 1. Februar desselben Jahres dort erster Pfarrer der reformierten Gemeinde. 1807 war ihm die Inspektion der theologischen und schulischen Aufgaben in Lingen übertragen worden. Am 1. September 1804 wurde ihm vom Senat der Universität Leiden die Ehrendoktorwürde der Theologie verliehen. In Lingen wurde er durch den jährlichen Wechsel 1799/1800 und 1813/14 Rektor der Bildungseinrichtung. Hierzu hielt er 1800 die Rede Oratio de eo quod in praesenti rei literariae et studii speciatim theologici conditione iis praesertim agendum sit et evitandum qui in excolenda religionis disciplina feliciter versari desiderant und 1814 Anrede an das Tecklenburg-Lingensche Landwehr Bataillon bei dessen Einzug in Lingen.
Am 10. Dezember 1814 wurde er als Professor der Theologie, mit dem Lehrauftrag für Dogmatik und natürliche Theologie, von den Kuratoren an die Universität Leiden berufen. Daher hielt er am 7. Mai 1815 in Lingen seine Abschiedspredigt über den 1. Brief des Paulus an die Thessalonicher Kapitel 3, Vers 9. In Leiden angekommen hielt er am 13. Juni 1815 seine Antrittsrede De muneris doctrinae christianae interpretum praestantia a fuiuris religionis doctoribus rite aestimanda. Während der Restaurierungsphase der Hochschule wurde er am 16. Oktober 1815 per königlichen Beschluss in seiner Aufgabe als Hochschullehrer bestätigt. Zudem beteiligte er sich auch an den organisatorischen Aufgaben der Hochschule. So war er 1826/27 Rektor der Alma Mater, welche Aufgabe er mit der Rede De variis quae rei christianae obortae sunt ealamitatibus in illius commodum atque salutem divina moderante providentia conversis niederlegte. Am 15. April 1832 wurde er Mitglied der Gesellschaft der historischen Theologie in Leipzig. Bei einem Besuch seines Sohnes verstarb er in Amsterdam.

## Familie
Suringar hatte sich am 20. Juli 1799 in Lingen mit Catharina Anna Elisabeth Beckhaus (* 23. Juni 1778 in Lingen; † 4. Januar 1865 Leiden), die Tochter des Bürgermeisters von Lingen, Kriegsrat und Protonotarius der Grafschaft Lingen-Tecklenburg Friedrich Wilhelm Beckhaus und dessen Frau Maria Anne Elisabeth Lucassen, verheiratet. Aus der Ehe stammen zwei Töchter und elf Söhne. Von den Kindern kennt man:
- Friederich Wilhelm Nicolaas Suringar (* 29. Juli 1800 in Lingen; † 1. Januar 1821 in Leiden)
- Gerard Conrad Bernard Suringar (* 8. April 1802 in Lingen; † 12. Januar 1874 in Leiden)
- Lodewijk Pieter Suringar (* 11. April 1804 in Lingen; † 6. Juni 1848 in Eethen) wurde Pfarrer, verh. 3. Mai 1832 in Heusden mit Anna Mechelina de Vassij (* 15. März 1814 in Heusden; † 3. April 1869 in Breda), Tochter von Jacob Johannes de Vassij und Anna Mechelina Leemans.
- Willem Hendrik Dominicus Suringar (* 13. Oktober 1805 in Lingen; † 13. Oktober 1805 in Leiden)
- Willem Johan Suringar (* 24. Juni 1807 in Lingen; † 23. Februar 1808 ebenda)
- Johannes Frederik Suringar (* 27. November 1808 in Lingen; † 11. Januar 1810 ebenda)
- Joachim Willem Suringar Willem (* 15. September 1810 in Lingen; † 2. Juni 1892 in Maastricht) Pfarrer, verh. am 18. Juni 1845 in Maastricht mit Petronella Rouffaer (* 27. Januar 1821 in Maastricht; † 23. Mai 1903 in Leiden) Tochter des Johan Rouffaer und Susanna Maria van Woensel
- Pieter Hendrik Suringar (* 3. Januar 1813 in Lingen; † 13. Januar 1887 in Amsterdam) Prof. med.
- Lucas Suringar (* 18. Juli 1814 in Lingen; † 24. Juli 1814 ebenda)
- Pieter Jacob Suringar (* 8. Oktober 1815 in Leiden; † 13. Dezember 1880 in Amsterdam) war Richter in Amsterdam
- Johannes Suringar (* 24. Mai 1817 in Leiden; † 9. November 1867 in Moergestel) war Pfarrer
- Cecilia Johanna Suringar (* 18. Februar 1819 in Leiden; † 2. Januar 1821 ebenda)
- Cecilia Johanna Suringar (* 24. März 1821 in Leiden; † 24. August 1875 ebenda) verh. 10. April 1850 in Leiden mit Paul Glaude Librecht Lezwijn (* 18. Oktober 1823 in Leiden; † 10. August 1884 ebenda)

## Werke
- Leer des bijbels, inzonderheid des Nieuwen Testaments. Lingen 1805 (Online)
- Betoog van de waarheid. 1810 (Online)
- Oratio de muneris doctrinae christianae interpretum praestantia a futuris Religionis Doctoribus rite Aestimanda. Leiden 13. Juni 1816
- Het goddelijk bestuur in den vroegen dood onzer geliefden; eene Leerrede over Psalm LXXVII. 14. Leiden 1821